# جان کلارک (بازیگر)
جان کلارک (به انگلیسی: John Clarke)؛ ۱۴ آوریل ۱۹۳۱ – ۱۶ اکتبر ۲۰۱۹ هنرپیشه اهل ایالات متحده آمریکا بود. وی بین سال‌های ۱۹۵۹ تا ۲۰۰۴ میلادی فعالیت می‌کرد.
جان کلارک در اکتبر ۲۰۱۹ بر اثر سینه‌پهلو و در سن ۸۸ سالگی درگذشت.

## گزیده فیلم‌شناسی
از فیلم‌ها یا برنامه‌های تلویزیونی که وی در آن نقش داشته‌است می‌توان به آثار زیر اشاره کرد:
- محاکمه در نورنبرگ (۱۹۶۱)
- دنیای دیوانه، دیوانه، دیوانه، دیوانه (۱۹۶۳)
- روزهای زندگی ما (۱۹۶۵-۲۰۰۴)
- وسوسه شیطانی (۱۹۶۵)
- کینگ کونگ (۲۰۰۵)
- پزشک دهکده